# Paolo Rizzatto
Paolo Rizzatto (né à Milan en 1941) est un architecte et designer italien, spécialiste dans le design de la lumière.

## Biographie
Diplômé de l’École Polytechnique de Milan en 1965, il se spécialise dans l'architecture, le design et la décoration d'intérieur.  
En 1978, il cofonde Luceplan, une entreprise de design d'éclairage, aux côtés de Riccardo Sarfatti.
Au cours de sa carrière en architecture, Rizzatto a réalisé plusieurs projets d'envergure, tels que le centre de soins Daycare à Segrate (1972), une maison de vacances à Formentera (1973), un quartier résidentiel à Feltre (1974), ainsi que l’usine et le siège social de Luceplan à Milan (1997), mais aussi le musée des Sciences et des techniques de Milan, la Creativitalia à Tokyo, ou l'éclairage de la place de l'opéra Scala de Milan (2009).
Rizzatto a collaboré avec des marques emblématiques du design, notamment Arteluce de Gino Sarfatti, Artemide, Alias, Cassina, Kartell et bien d'autres,.
Son travail a été exposé et publié à l’échelle internationale, avec des projets intégrés dans les collections permanentes de musées prestigieux, tels que le Museum of Modern Art de New York, le Victoria and Albert Museum de Londres, et à l'occasion de la Triennale de Milan,.
En tant que pédagogue, il a enseigné dans plusieurs institutions renommées, dont l'Université des Abruzzes à Pescara, la Columbia University à New York, et l’École Polytechnique de Milan. Son influence s’étend également à travers des séminaires et expositions consacrés à l'architecture et au design.

## Prix
Paolo Rizzatto a été plusieurs fois récompensé pour son travail, recevant notamment trois Compasso d'Oro (1981, 1989, 1995), ainsi que d’autres distinctions comme la Lampe d'Or (Paris, 1990) et le Red Dot Award (Essen, 1994).